# Flame Trees
"Flame Trees" é uma canção australiana de pub rock da banda Cold Chisel do álbum de 1984 chamado Twentieth Century. É a música mais conhecida do grupo, e foi escrita pelo baterista Steve Prestwich e pelo organista Don Walker. A canção alcançou a posição de número 26 nas paradas Australianas.

## Composição
De acordo com o site da banda, a inspiração da música veio da juventude de Walker quando ele vivia em Grafton. A música já havia sido escrita em para baixo, por Prestwich. Ele disse, "Quando eu ouvi as letras, eu disse a ele, 'Cara, eu não acho que elas são legais para a música."
A referência às árvores, “Flame Trees” advêm do festival anual de jacaranda que grafton é famosa, além da série de TV da BBC The Flame Trees of Thika, estrelando Hayley Mills, "uma chama antiga de sonhos líricos ".) Todavia, Grafton é conhecida pela quantidade de uma ávore australiana chamada Brachychiton acerifolius (também conhecida como Illawarra flame tree ou kurrajong).
O video da canção, filmado por Kimble Rendall, foi  rodado em Oberon, New South Wales.

## Créditos
- Jimmy Barnes - lead vocals
- Don Walker - organ, piano
- Ian Moss - guitar, backing vocals
- Steve Prestwich - drums
- Phil Small - bass
- Megan Williams - backing vocals

## Covers
Em 2005, no filme australiano Little Fish, a canção é executada pelo Sacred Heart School Choir de  Cabramatta. As crianças ainda aparecem na cena do filme em que a canção é cantada e nos créditos finais. Essa versão foi lançada como single em 2006.
Don Walker falou sobre essa versão, "A children's choir like that, it can't miss; they'll break your heart no matter what they sing." Sobre a cena do filme, Walker disse, "uncomfortable to watch for anyone who's ever shared accommodation where heroin is part of the commerce."
A cantora Sarah Blasko também regravou a música que foi lnaçada como single para internet no iTunes Music Store e foi incluída no álbum de tributos de 2007, Standing on the Outside: The Songs of Cold Chisel. A versão de Blasko ficou entre as  Triple J Hottest 100 songs de 2005.
A canção apareceu no documentário "Choir of Hard Knocks", um coral de Melbourne composto por sem tetos da cidade.